# Kikumura Itaru

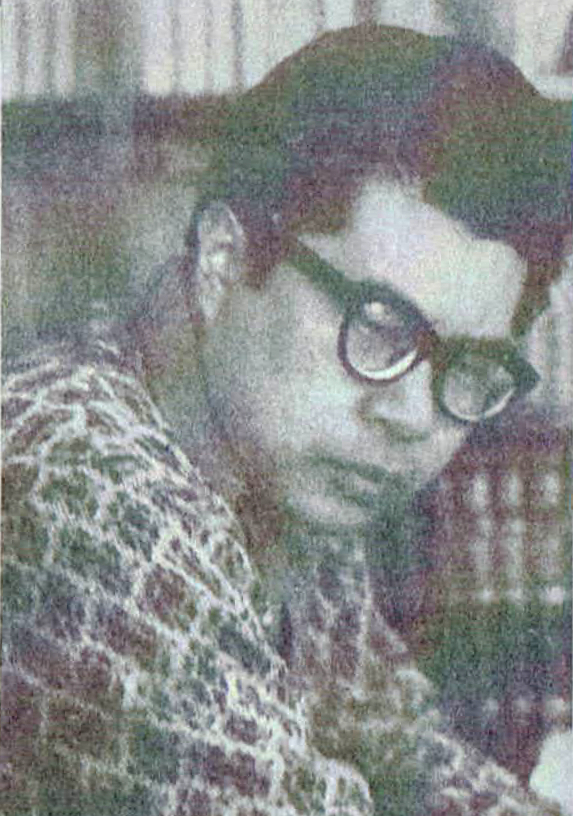
Kikumura Itaru

Kikumura Itaru (japanisch 菊村 到; geboren 15. Mai 1925 in Hiratsuka (Präfektur Kanagawa); gestorben 3. April 1999 in Hadano (Präfektur Kanagawa)) war ein japanischer Schriftsteller.

## Leben und Wirken
Kikumura Itaru machte seinen Abschluss im Fach Englische Literatur an der Waseda-Universität und arbeitete dann für die Zeitung Yomiuri Shimbun. 1954 veröffentlichte er den Roman „Jutai kokuchi“ (受胎告知) – „Ankündigung einer Schwangerschaft“. Das Buch war ein Kandidat für den Akutagawa-Preis im Jahr 1954.
1957 publizierte Kikumura „Fuhō shoji“ (不法所持) – „Illegaler Besitz“, „Iōshima“ (硫黄島), „Jiken no seiritsu“ (事件の成立) – „Zustandekommen des Zwischenfalls“ und anderes. „Iōjima“ wurde mit dem Akutagawa-Preis ausgezeichnet. In diesen Büchern zeichnet er vor dem Hintergrund der Kriegserfahrungen die Gesellschaft, das Krisengefühl und die Angst, die menschliche Existenz betreffend.
Kikumura war ein ausgezeichneter sozialorientierter Geschichtenerzähler. Vielseitig interessiert schrieb er Kriegsaufzeichnungen und Biografien, Argumentations- und Fallroman. 1983 wurde ihm von der „Agency for Cultural Affairs“ der Sonderpreis für das Libretto der Oper „Iwai uta ga nagareru yoru ni“ (祝い歌が流れる夜に) – etwa „In der Nacht, wenn das Festlied erklingt“ zuerteilt.
Weitere Werke sind u. a.
- „Aa Edajima“ (あゝ江田島) – „Ah Edajima“,
- „Jiyū rensō“ (自由連想) – „Freie Assoziation“,
- „Tōi umi no koe“ (遠い海の声) – „Stimme des fernen Meeres“,
- „Kochira shakai-bu“ (こちら社会部) – „Hier ist das Sozialamt“,
- „Shōsetsu Ikeda Daisaku“ (小説池田大作) – „Roman Ikeda Daisaku“,
- „Teitoku Arima Masafumi“ (提督有馬正文) – „Admiral Arima Masafumi“[A 2],
- „Aā Ichigaya-dai“ (あゝ市ヶ谷台) – „Ah Ichigayadai“,
- „Kuroi hana o tsunda“ (黒い花を摘んだ) – „Eine schwarze Blume gepflückt“,
- „Beddo no ue no meiro“ (ベッドの上の迷路) – „Labyrinth über dem Bett“.